# Lévignac
Lévignac è un comune francese di 2 096 abitanti situato nel dipartimento dell'Alta Garonna nella regione dell'Occitania.
Il politico e avvocato Léo Melliet nacque qua.

## Società

### Evoluzione demografica
Abitanti censiti